# Région de Prättigau/Davos
La région de Prättigau/Davos est une région du canton des Grisons en Suisse. 
Elle remplace depuis le 1er janvier 2016 le district de Prättigau/Davos, dont elle reprend le périmètre.

## Communes
| Nom                  | N° OFS | Population (décembre 2022) |
| -------------------- | ------ | -------------------------- |
| Conters im Prättigau | 3881   | +000241,                   |
| Davos                | 3851   | +010 732,                  |
| Fideris              | 3861   | +000613,                   |
| Furna                | 3862   | +000205,                   |
| Grüsch               | 3961   | +002 153,                  |
| Jenaz                | 3863   | +001 148,                  |
| Klosters             | 3871   | +004 423,                  |
| Küblis               | 3882   | +000897,                   |
| Luzein               | 3891   | +001 624,                  |
| Schiers              | 3962   | +002 861,                  |
| Seewis im Prättigau  | 3972   | +001 426,                  |
| Total                | Total  | +026 323,                  |